# Мыла (Бурятия)
Мыла́ (бур. Мэлэ) — улус  в Закаменском районе Бурятии, административный центр сельского поселения «Мылинское».

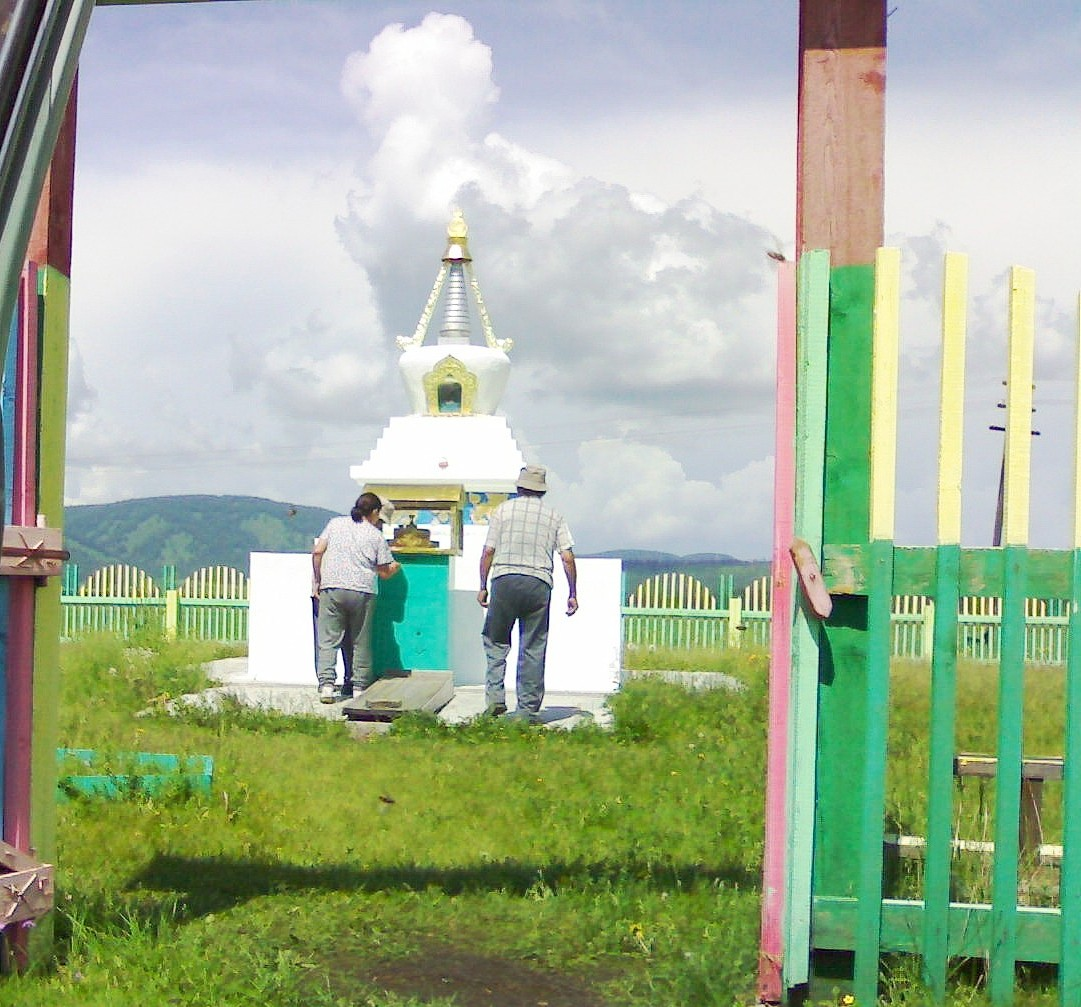
Субурган (буддистская ступа) при въезде в село Мыла

## Название
Существует несколько предположений по происхождению названия «Мыла»: от имени одного из первых его поселенцев, некого Мэлэхэя, или от эвенкийского малу — ‘почётное место в чуме’, либо от му ‘вода’ и ала ‘рыба’.

## География
Находится в 77 км от райцентра — города Закаменска, к северу от автотрассы Закаменск — Улан-Удэ. Расстояние до города Улан-Удэ по автодороге — 430 км. Входит в «нижний куст» Закаменского района.

## Климат
Климат резко континентальный, среднегодовая температура — −5 C°.
Зимние месяцы очень холодные, малоснежные. Весна ветреная, с малым количеством осадков. Лето короткое, с обильными осадками в июле и августе, вечера прохладные.

## История
В 1924 году в улусе построена школа. В 1929 году образована сельскохозяйственная артель. Позже на её базе создан колхоз «Красная звезда». В 1957 году колхоз получил новое имя — «40 лет Октября», в этот хозяйство входили также жители соседнего улуса Бортой. В 1992 году колхоз распался на отдельные крестьянские хозяйства.

## Население
| 2002 | 2010 | 2012 | 2013 | 2014 | 2015 | 2016 |
| ---- | ---- | ---- | ---- | ---- | ---- | ---- |
| 656  | ↗664 | ↘647 | ↘639 | ↘628 | ↘624 | ↗628 |
| 2017 | 2018 | 2019 | 2020 | 2021 | 2023 | 2024 |
| ↘611 | ↘608 | ↘596 | ↘588 | ↗609 | ↘597 | ↘582 |

Национальный состав
Мыла — единственный населённый пункт на юге Бурятии, где компактно проживают хамниганы. Закаменские (армакские) хамниганы ещё в царские времена несли казачью службу на южной границе с Монголией. Считают, что они пришли в Закамну из-за Байкала и дали начало новой немногочисленной бурятско-хамниганской группе, которая в настоящее время включает около 400 человек, что составляет более половины населения Мылы.

## Инфраструктура
- сельская администрация
- фельдшерско-акушерский пункт
- средняя школа
- спортзал (построен методом народной стройки)
- детсад
- дом культуры.

## Природные ресурсы
Территория улуса Мыла находится в горно-таежной местности, в зоне рискованного земледелия.

### Флора
Растительный мир вокруг села Мыла очень богат. Здесь растет лиственница, берёза, кедр, брусника, голубика, земляника, чёрная смородина, черника, кислица, грибы- маслята, груздь, подберёзовик, рыжик, шиповник, черемухи и т. д. В лугах растет разнообразные виды трав и цветов.

### Фауна
Тайга вокруг улуса полна разнообразными представителями животного мира. Здесь обитают косули, белки, зайцы, кабаны, изюбри, кабарга, рыси, соболи, сурки, тарбаганы. Мир хищников представлен медведями, лисами и волками. Из птиц здесь обитают журавли, коршуны, орлы, глухари, рябчики, куропатки и др.

## Достопримечательности

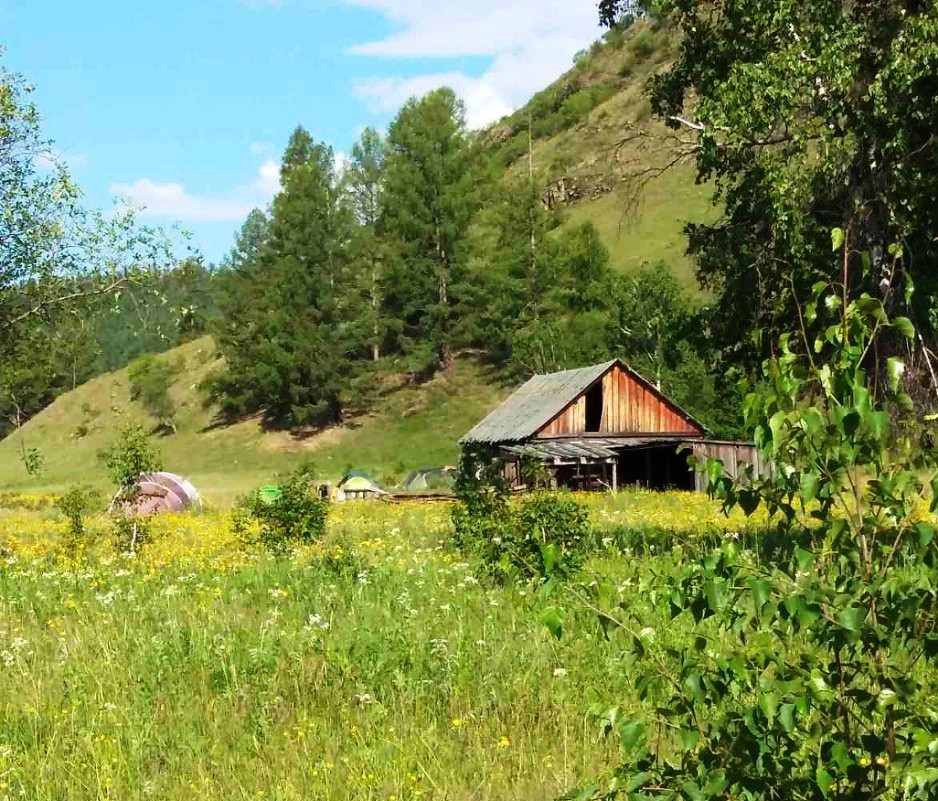
Гостевой домик на аршане Саган-Нуга

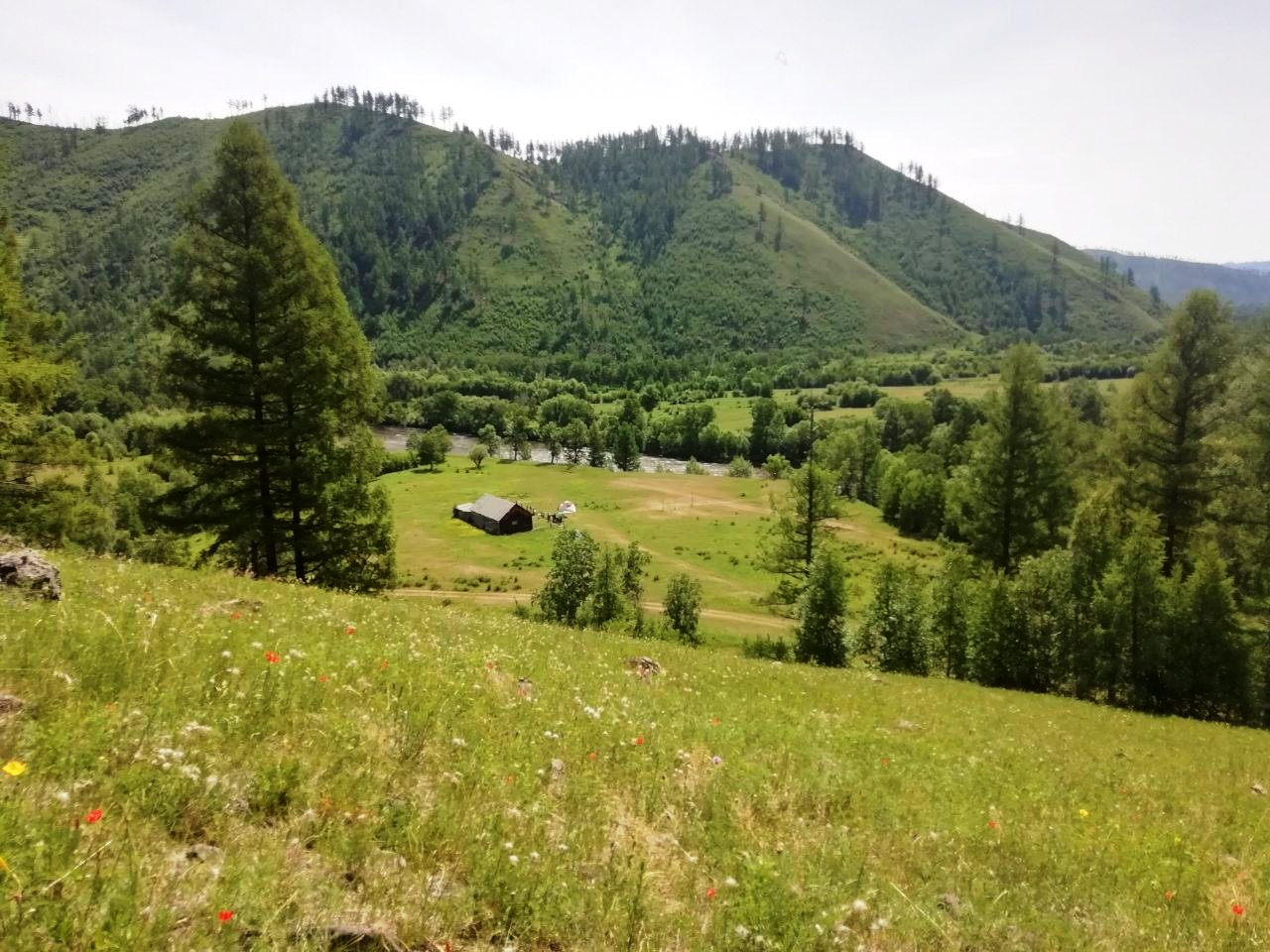
Вид на аршан с горы

В 30 километрах от улуса Мыла находится целебный источник (аршан) Саган=-Нуга, рядом с которым протекает горная речка Хамней. 
Аршан открыл в 1820-30-е годы местный житель по имени Пахаашха. У него начало портится зрение. Однажды он у подножия горы нашел родник и решил умывать им глаза. Через некоторое время боли прошли и зрение стало восстанавливаться, он стал хорошо видеть. В дальнейшем были открыты остальные и в общей сложности в местности Саган-Нуга 6-7 источников.
На аршане построен гостевой домик для отдыхающих. Люди также живут в палатках.

## Известные люди
- Народная и заслуженная артистка Бурятии, певица, солистка Государственного ансамбля песни и танца «Байкал» Ринчинова, Дымбырын Санжиевна, уроженка села 1958 года[16]

## Сотовые операторы
- Tele2
- МегаФон
- Yota
- СберМобайл
- Ростелеком
- МТС